# Tecido subcutâneo do pênis
O tecido subcutâneo do pênis (ou fáscia peniana superficial) é contínuo acima com a fáscia de Scarpa, e abaixo com a túnica dartótica do escroto e a fáscia de Colles. Às vezes é chamado apenas de "camada dos dartos". Ele se liga à interseção do corpo e da glande.
O termo "fáscia peniana superficial" é mais comum, mas "tecido subcutâneo do pênis" é o termo usado pela Terminologia Anatômica.